# Ion-Narcis Mircescu
Ion-Narcis Mircescu (n. 4 martie 1976, Pitești, România) este un senator român, ales în 2020. 